# Marek Suszka

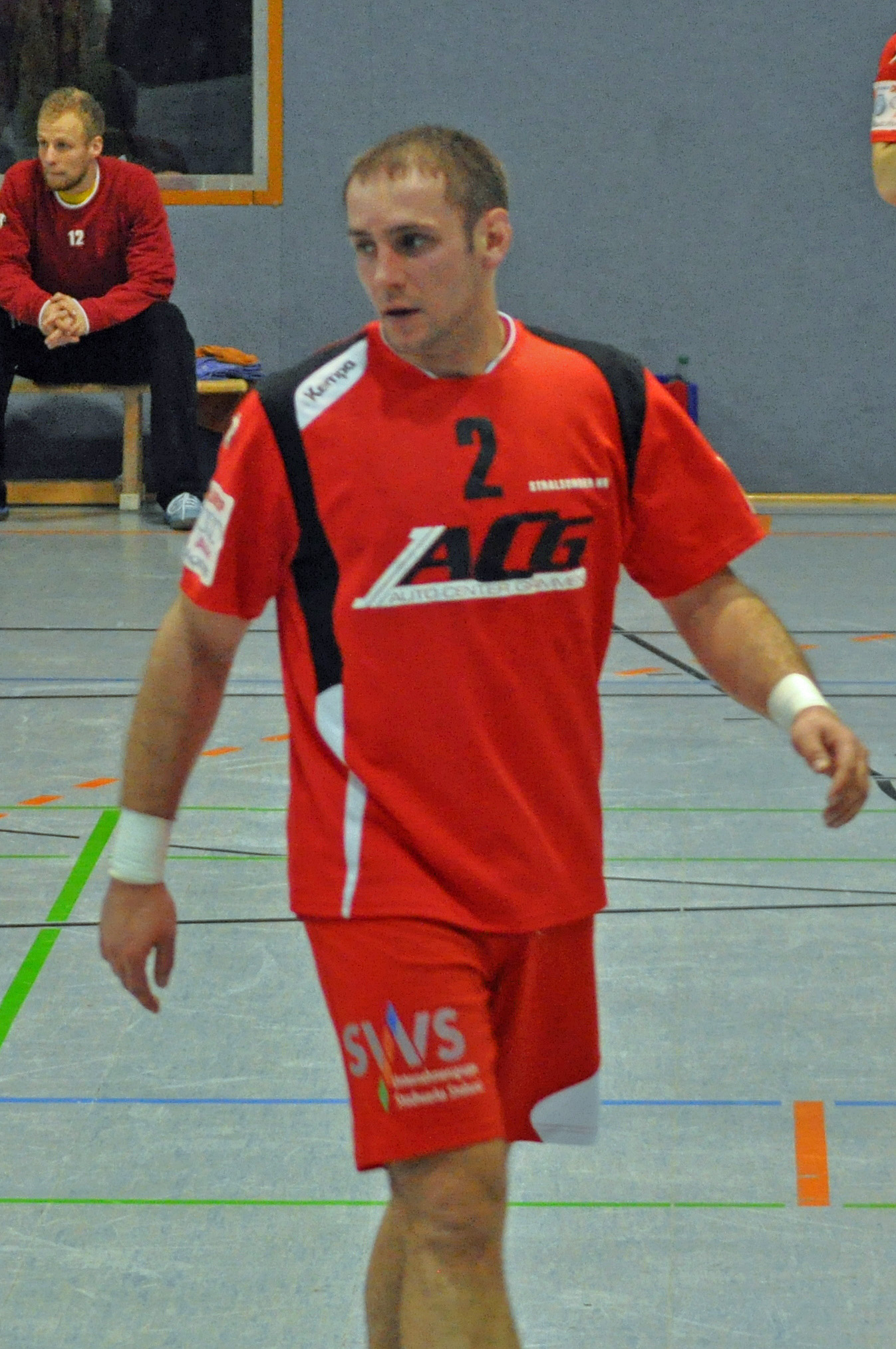
Marek Suszka (2013)

Marek Suszka (* 14. April 1983 in Koszalin) ist ein ehemaliger polnischer Handballspieler.
Der 1,85 Meter große und 90 Kilogramm schwere Rückraumspieler spielte in seiner Heimat für Szabel Gwardia Koszalin, mit dem er 2003 in die erste Liga aufstieg. In Deutschland stand er ab 2007 beim VfL Fredenbeck und kurzzeitig ab April 2009 beim SV Beckdorf unter Vertrag. Bis November 2012 spielte er beim Verein GAZ-SYSTEM Pogoń Szczecin in der PGNiG Superliga Mężczyzn, der ersten polnischen Liga. 
Marek Suszka spielte ab November 2012 beim Stralsunder HV in der 3. Liga, Staffel Nord. Nach der Spielzeit 2012/13 verließ er den Verein wieder und spielte ab der Saison 2013/2014 bei der HSG Bützfleth/Drochtersen in der Oberliga Nordsee. Derzeit trainiert er die 2. Mannschaft der HSG.